# Walter Lowrie Fisher
Pour les articles homonymes, voir Fisher.
Walter Lowrie Fisher, né le 4 juillet 1862 à Wheeling (Virginie-Occidentale) et mort le 9 novembre 1935 à Winnetka (Illinois), est un homme politique et avocat américain. Membre du Parti républicain, il est secrétaire à l'Intérieur entre 1911 et 1913 dans l'administration du président William Howard Taft.

## Biographie
Fisher est né à Wheeling en Virginie, aujourd'hui en Virginie-Occidentale. Il déménage dans l'Indiana. Il étudie au Marietta College, et est diplômé  en 1883.
Il meurt à Winnetka dans l'Illinois le 9 novembre 1935.